# Герхард Креффт
Герхард Креффт (нім. Gerhard Krefft; 30 березня 1912 — 20 березня 1993) — німецький іхтіолог і герпетолог. Автор понад 160 наукових публікацій, багато з яких були «визначальним внеском у таксономію та зоогеографію океанічних риб».